# Ensenyament de català a Valls durant el franquisme
Durant el període franquista (1939-1975), el català va ser objecte d'una agressió brutal i va quedar reduït a l'ús familiar. El castellà va passar a ser l'única llengua de l'ensenyament, de l'administració i dels mitjans de comunicació, entre altres àmbits socials. Amb tot i això, durant la dècada dels seixanta alguns elements de la societat civil comencen a activar-se perquè es pugui tornar a aprendre a escriure català.

## Els cursos de català
A Valls les primeres classes de català de què es té constància són al Col·legi Claret, caps als anys 1959-60, a càrrec del pare Manel Vilà, per bé que de manera molt discreta. Però el referent de la recuperació de l'ensenyament del català a Valls durant el franquisme és la Josepa Cardó, professora d'història de l'Institut Laboral de la ciutat. El 1962 imparteix un curs de català al local d'Acció Catòlica, després d'accedir a la invitació d'Òmnium Cultural de seguir un curs de llengua per correspondència amb el compromís posterior d'oferir un curs de català a Valls. El primer any el curs té 99 alumnes, i l'any següent se'n fa una altra edició.
El 1964 la mateixa Cardó va impartir un curs de català als estudiants de setè de batxillerat tècnic de l'Institut, que li ho havien demanat expressament. Les classes es feien fora de l'horari lectiu. El 1967 les classes de català es van poder oferir a tots els cursos de l'Institut un dia a la setmana, gràcies al fet que el nou pla d'estudis concentrava l'horari lectiu al matí i alliberava la tarda per a altres activitats. Per cobrir aquest augment de classes de català es va comptar amb la participació dels professors Jaume Aguadé i Montserrat Ortoneda.
A partir del 1968 la Diputació de Tarragona, per iniciativa del diputat Joaquim Gomis, va impulsar cursos de català en diferents poblacions. A Valls aquests cursos van ser impartits per Jaume Aguadé i Josepa Cardó. El 1971 la Diputació transferí a l'Institut d'Estudis Tarraconenses Ramon Berenguer IV l'organització d'aquests cursos, que es van organitzar fins al 1974 i que es duien a terme al mateix Institut.
D'altra banda, el 1968 un grup de pares va posar en marxa l'Enxaneta, un projecte d'escola activa i catalana, seguint la filosofia de Rosa Sensat. El centre, que al cap de dos anys es constituí com a cooperativa educativa, feia les classes en català i es definia com a escola activa, democràtica, catalana, coeducativa i laica, un model totalment nou a la ciutat.

## Òmnium Cultural
La delegació d'Òmnium Cultural a Valls, creada al desembre de 1970, va ser un estímul important per a l'ensenyament del català a la ciutat i va aconseguir fer entrar el català a totes les escoles vallenques. Així, el curs 1974-75 va començar a oferir classes de català (va arribar als 840 alumnes); la major part dels cursos van ser finançats per la mateixa entitat (85.000 de 120.000 ptes.), però també va rebre finançament de l'Ajuntament de Valls. Aquests cursos primer estaven coordinats per la Josepa Cardó i després per la Margarida Aritzeta, i van comptar amb la participació com a professores de Cesca Estivill, Carme Mansilla, Carme Ribas, Núria Ventura i Pilar Vives, aleshores estudiants universitàries.
A partir del curs 1975-76 les classes van ser finançades bàsicament per l'Ajuntament. L'abril del 1975 Òmnium va sol·licitar al consistori un ajut de com a mínim 750.000 ptes. per oferir els cursos a tots els alumnes d'EGB, batxillerat i formació professional de la ciutat (uns 2.500 alumnes). Al setembre l'Ajuntament resolgué concedir una subvenció d'un milió de pessetes i creà una comissió de seguiment integrada per representants d'Òmnium i de la corporació municipal.
A banda d'aquesta iniciativa, Òmnium Cultural a Valls, que tenia uns dos-cents socis, també va organitzar des del 1972 el concurs de Sant Jordi per a escolars (i des del 1979 els concursos de Primavera per a adults) i va dur a terme altres projectes com un servei gratuït de correcció de textos en català, conferències sobre educació i teatre en català per a infants, entre d'altres.